# Janssoniella iskophila
Janssoniella iskophila är en stekelart som beskrevs av Heydon 1997. Janssoniella iskophila ingår i släktet Janssoniella och familjen puppglanssteklar. Inga underarter finns listade i Catalogue of Life.